# Bactris timbuiensis
Bactris timbuiensis là loài thực vật có hoa thuộc họ Arecaceae. Loài này được H.Q.B.Fern. mô tả khoa học đầu tiên năm 1996.